# Pleconaril
Pleconaril (Picovir ) là một loại thuốc chống vi-rút đang được Schering-Plough phát triển để ngăn ngừa các cơn hen suyễn và các triệu chứng cảm lạnh thông thường ở những bệnh nhân bị nhiễm trùng đường hô hấp picornavirus. Pleconaril, được dùng bằng đường uống hoặc tiêm nội, có hoạt tính chống vi-rút trong họ Picornaviridae, bao gồm Enterovirus  và Rhinovirus. Nó đã cho thấy hoạt động hữu ích chống lại chủng enterovirus D68 nguy hiểm.
Pleconaril ban đầu được phát triển bởi Sanofi-Aventis và được cấp phép cho ViroPharma vào năm 1997. ViroPharma đã phát triển nó hơn nữa và nộp Đơn đăng ký thuốc mới cho Cục quản lý thực phẩm và dược phẩm Hoa Kỳ (FDA) vào năm 2001. Đơn xin đã bị từ chối, trích dẫn mối lo ngại về an toàn; và ViroPharma đã cấp phép lại cho Schering-Plough vào năm 2003. Thử nghiệm lâm sàng giai đoạn II đã được hoàn thành vào năm 2007  Một thuốc xịt nội sọ pleconaril đã đạt đến thử nghiệm lâm sàng giai đoạn II để điều trị các triệu chứng cảm lạnh thông thường và các biến chứng hen suyễn. Tuy nhiên, kết quả vẫn chưa được báo cáo.
1. ↑  "Bản sao đã lưu trữ". Bản gốc lưu trữ ngày 6 tháng 10 năm 2014. Truy cập ngày 16 tháng 6 năm 2019.
2. 1 2  "Effects of Pleconaril Nasal Spray on Common Cold Symptoms and Asthma Exacerbations Following Rhinovirus Exposure (Study P04295AM2)". ClinicalTrials.gov. U.S. National Institutes of Health. tháng 3 năm 2007. Truy cập ngày 10 tháng 4 năm 2007.
3. ↑  Pevear D, Tull T, Seipel M, Groarke J (1999). "Activity of pleconaril against enteroviruses". Antimicrob Agents Chemother. Quyển 43 số 9. tr. 2109–15. PMC 89431. PMID 10471549.
4. ↑  Ronald B. Turner; J. Owen Hendley (2005). "Virucidal hand treatments for prevention of rhinovirus infection". J Antimicrob Chemother. Quyển 56 số 5. tr. 805–807. doi:10.1093/jac/dki329. PMID 16159927.
5. ↑  Liu, Y; và đồng nghiệp (2015). "Structure and inhibition of EV-D68, a virus that causes respiratory illness in children". Science. Quyển 347 số 6217. tr. 71–74. doi:10.1126/science.1261962. PMC 4307789. PMID 25554786.
6. ↑  Schmidtke, Michaela; Wutzler, Peter; Zieger, Romy; Riabova, Olga B.; Makarov, Vadim A. (2009). "New pleconaril and [(biphenyloxy)propyl]isoxazole derivatives with substitutions in the central ring exhibit antiviral activity against pleconaril-resistant coxsackievirus B3". Antiviral Research. Quyển 81 số 1. tr. 56–63. doi:10.1016/J.ANTIVIRAL.2008.09.002. PMID 18840470.